# 1702

## Починали
- 8 март – Уилям III, крал на Англия